# Omachi (Nagano)
Ōmachi (Japans: 大町市, Ōmachishi) is een stad in de prefectuur Nagano op het Japanse eiland Honshu. De stad heeft een oppervlakte van 564,99 km² en had in 2007 ongeveer 31.000 inwoners. Nabij Ōmachi ligt het Kizaki-meer (木崎湖, Kizakiko).

## Geschiedenis
- Ōmachi werd op 1 juli 1954 een stad (shi) door samenvoeging van de gemeentes Ōmachi, Taira, Tokiwa en Yashiro.
- Op 1 januari 2006 werden de gemeenten Miasa en Yasaka van het District Kitaazumi aangehecht bij Omachi .

## Verkeer
Ōmachi ligt aan de Ōito-lijn van de Central Japan Railway Company.
Ōmachi ligt aan de autowegen 19, 147, 148 en 406.

## Bezienswaardigheden

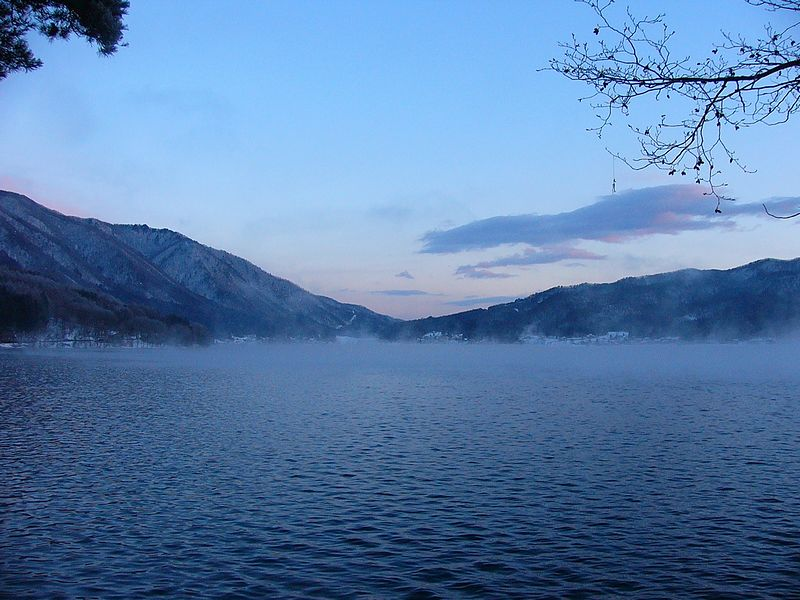
Kizaki-meer in de winter

De bekendste attractie van Ōmachi is het Kizaki-meer, populair bij watersporters. Ook het bergachtige gebied met de Kurobe-dam en het in omvang bescheiden Ōmachi-skigebied, gericht op beginners en amateurs, trekt sportieve toeristen.
Jaarlijks zijn er in augustus de paardenraces op de Ōmachi-renbaan.
Eveneens in augustus is het Yamabiko matsuri, een festival in de hoofdstraat met een parade waarbij vele bedrijven uit het gebied als sponsor zijn betrokken.
In september is er een festival rond de Kamado jinja. Naast de gebruikelijke offers in de jinja is er een groot vuurwerk en worden er diverse wedstrijden georganiseerd.

## Stedenbanden
Ōmachi heeft een stedenband met
- Innsbruck, Oostenrijk, sinds 18 februari 1985;
- Mendocino, Verenigde Staten.

## Aangrenzende steden
- Matsumoto
- Azumino
- Nagano
- Toyama
- Kurobe
- Takayama